# Attack & Release
Attack & Release – piąty album studyjny amerykańskiego duetu The Black Keys. Muzycy po raz pierwszy zdecydowali się na zatrudnienie profesjonalnego producenta – przy nagraniach pracował Brian Burton (pseud. Danger Mouse). Współpraca z nim zaowocowała utworami o bogatszej aranżacji. Nagrania obfitują w niespodzianki, np. niespotykane wcześniej w twórczości duetu dźwięki fletu ("Same Old Thing"), użyty automat perkusyjny ("Remember When (Side A)"), stała obecność gitary basowej. W "Things Ain't Like They Used to Be" gościnnie śpiewa Jessica Lea Mayfield. Duży udział w powstaniu płyty miał również wujek perkusisty grupy, multiinstrumentalista Ralph Carney. Dotychczasowy styl The Black Keys reprezentuje głównie "I Got Mine".
Na koncertach członkowie grupy wykonują materiał Attack & Release w uproszczonej aranżacji, wykorzystując gitarę elektryczną, zestaw perkusyjny oraz, rzadziej, elektryczny fortepian.

## Lista utworów
1. "All You Ever Wanted" – 2:55 (Dan Auerbach, Patrick Carney)
2. "I Got Mine" – 3:58 (Dan Auerbach, Patrick Carney)
3. "Strange Times" – 3:09 (Dan Auerbach, Patrick Carney)
4. "Psychotic Girl" – 4:10 (Dan Auerbach, Patrick Carney)
5. "Lies" – 3:58 (Dan Auerbach, Patrick Carney)
6. "Remember When (Side A)" – 3:21 (Dan Auerbach, Patrick Carney)
7. "Remember When (Side B)" – 2:10 (Dan Auerbach, Patrick Carney)
8. "Same Old Thing" – 3:08 (Dan Auerbach, Patrick Carney)
9. "So He Won't Break" – 4:13 (Dan Auerbach, Patrick Carney)
10. "Oceans & Streams" – 3:25 (Dan Auerbach, Patrick Carney)
11. "Things Ain't Like They Used to Be" – 4:54 (Dan Auerbach)
12. "Mr. Dibbs "Fight for Air" Mash-Up" – 4:03 (Dan Auerbach, Patrick Carney) – tylko wersja iTunes

## Single
- "Strange Times" (2008)

## Twórcy
- Dan Auerbach – gitara, śpiew
- Patrick Carney – perkusja
- Danger Mouse – produkcja
- Marc Ribot – gitara
- Ralph Carney – różne instrumenty
- Jessica Lea Mayfield – śpiew ("Things Ain't Like They Used to Be")